# Turanana
Turanana är ett släkte av fjärilar. Turanana ingår i familjen juvelvingar.
Kladogram enligt Catalogue of Life:
| Turanana | \| \| Turanana alaica \| \| \| \| \| \| Turanana cytis \| \| \| \| \| \| Turanana laspura \| \| \| \| \| \| Turanana panope \| \| \| \| |
|          | \| \| Turanana alaica \| \| \| \| \| \| Turanana cytis \| \| \| \| \| \| Turanana laspura \| \| \| \| \| \| Turanana panope \| \| \| \| |
|          | Turanana alaica |
|          | |
|          | Turanana cytis |
|          | |
|          | Turanana laspura |
|          | |
|          | Turanana panope |
|          | |